# Убіжичі
Убі́жичі — село в Україні, у Ріпкинській селищній громаді Чернігівської області. Населення становить 385 осіб. До 2020 орган місцевого самоврядування — Красківська сільська рада.

## Історія
Колишнє державне та власницьке село. Станом на 1885— 620 осіб, 107 дворів. Входило до складу Петрушинської волості — історичної адміністративно-територіальної одиниці Городнянського повіту Чернігівської губернії з центром у селі Петруші..
12 червня 2020 року, відповідно до розпорядження Кабінету Міністрів України № 730-р «Про визначення адміністративних центрів та затвердження територій територіальних громад Чернігівської області», увійшло до складу Ріпкинської селищної громади.
19 липня 2020 року, в результаті адміністративно - територіальної реформи та ліквідації Ріпкинського району, село увійшло до складу Чернігівського району Чернігівської області.

## Населення

### Мова
Розподіл населення за рідною мовою за даними перепису 2001 року:
| Мова       | Кількість | Відсоток |
| ---------- | --------- | -------- |
| українська | 378       | 98.18%   |
| російська  | 5         | 1.30%    |
| білоруська | 2         | 0.52%    |
| Усього     | 385       | 100%     |

## Господарство
Діють селянське (фермерське) господарство «Венера», фінансова група «ЄДНІСТЬ С». Вид діяльності: вирощування зернових та технічних культур.

## Люди
В селі народився Вечерський Василь Прокопович (нар. 1927) — український графік.